# Agnes Scott College

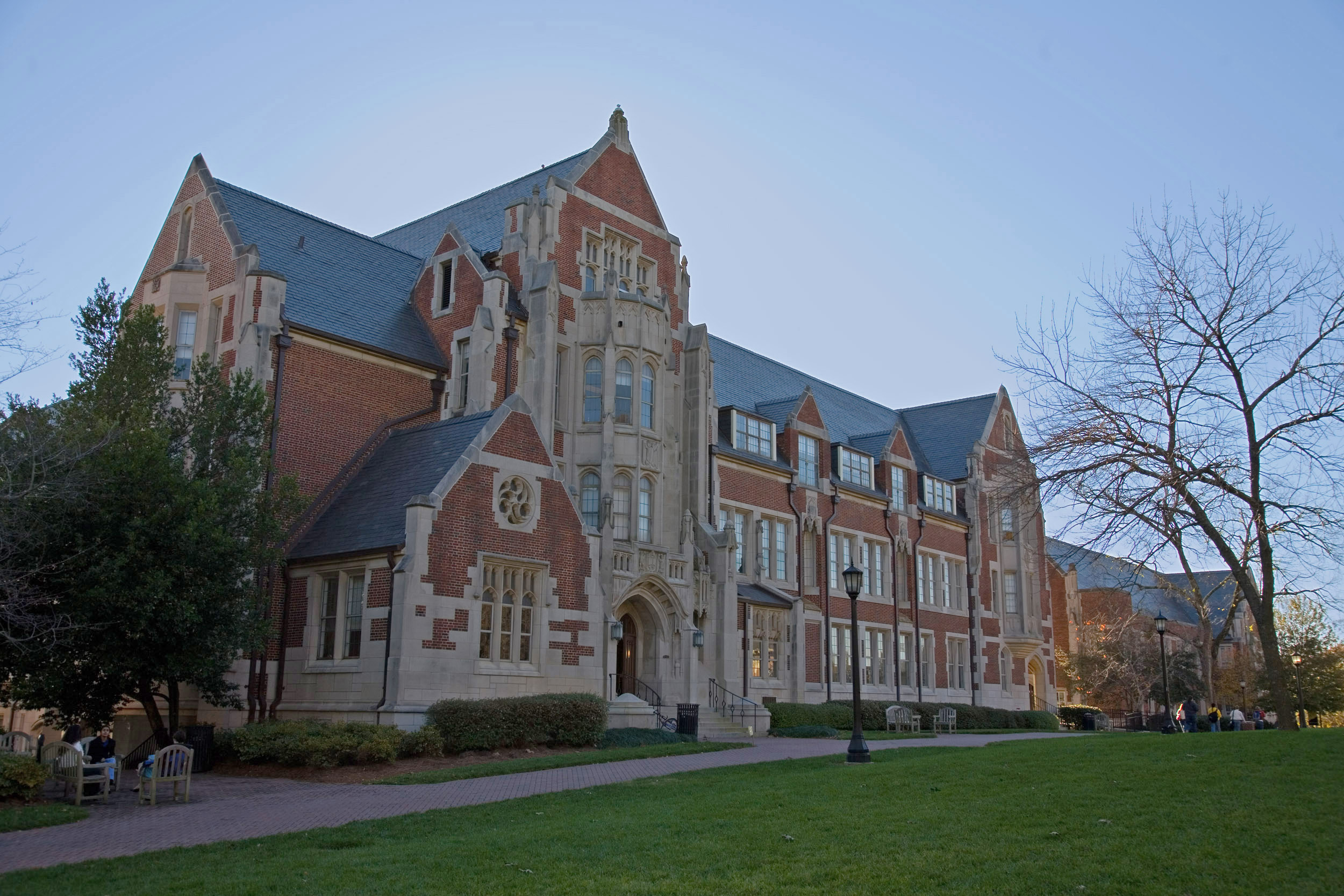
Bâtiment Buttrick

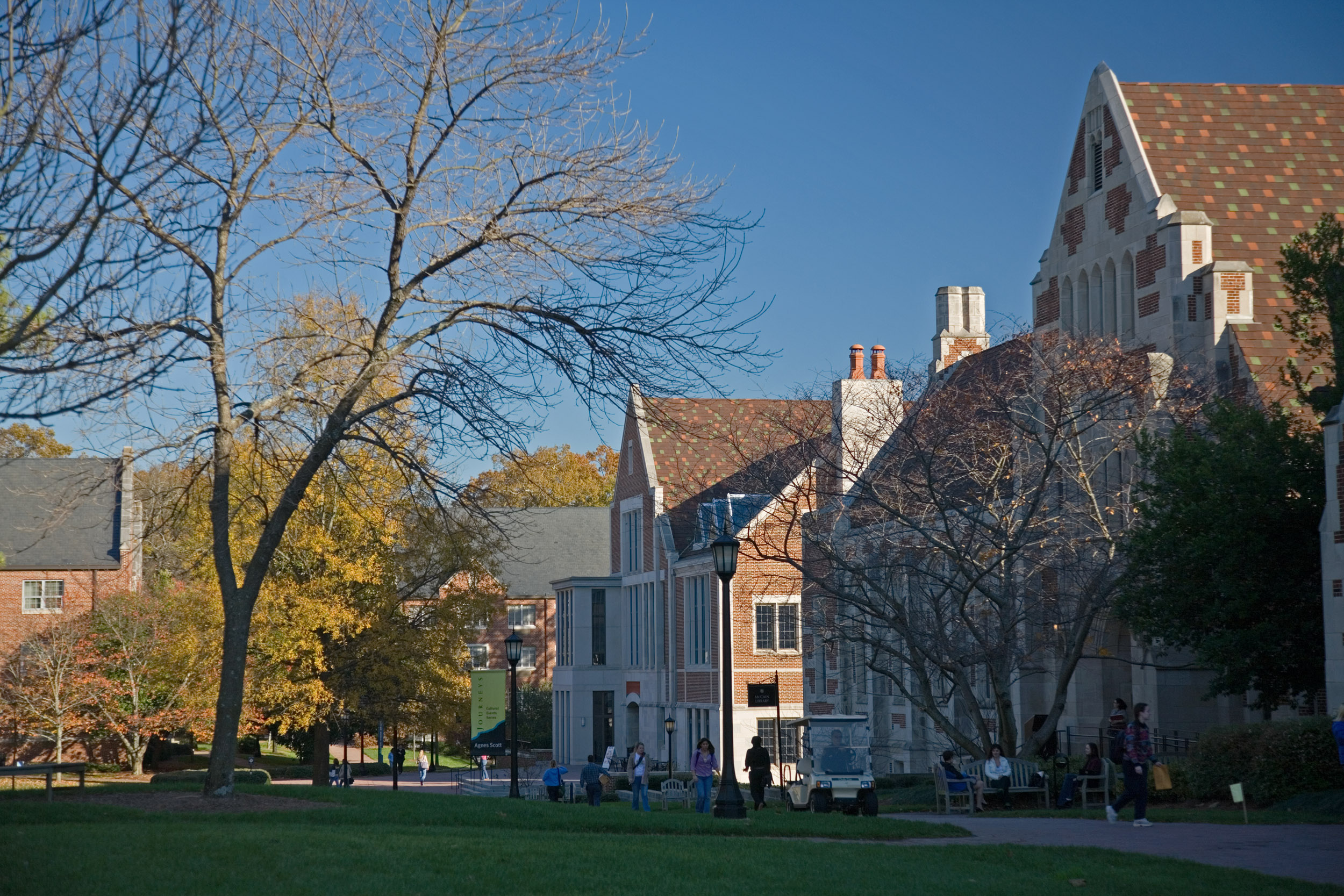
Le Quad

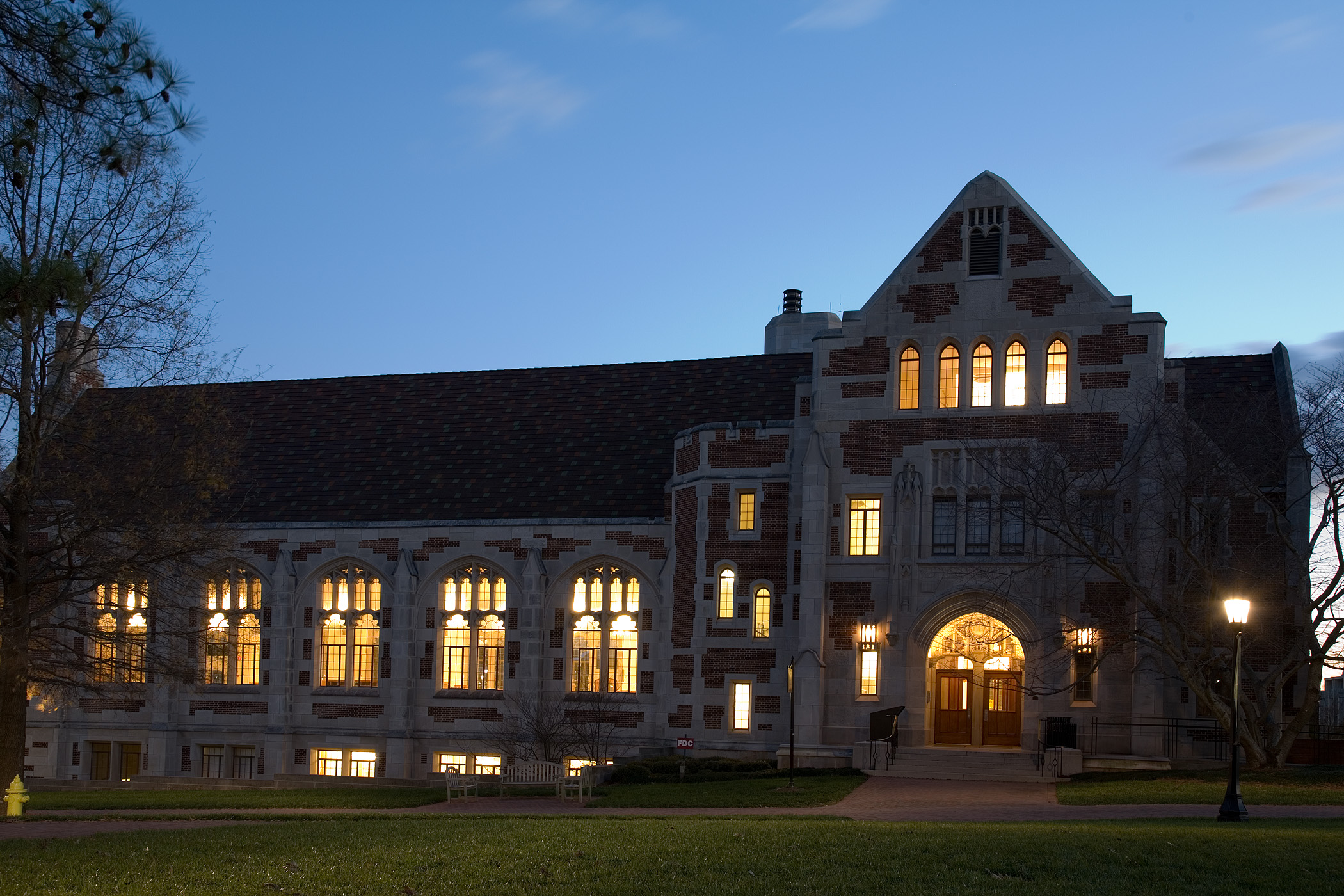
La bibliothèque de McCain

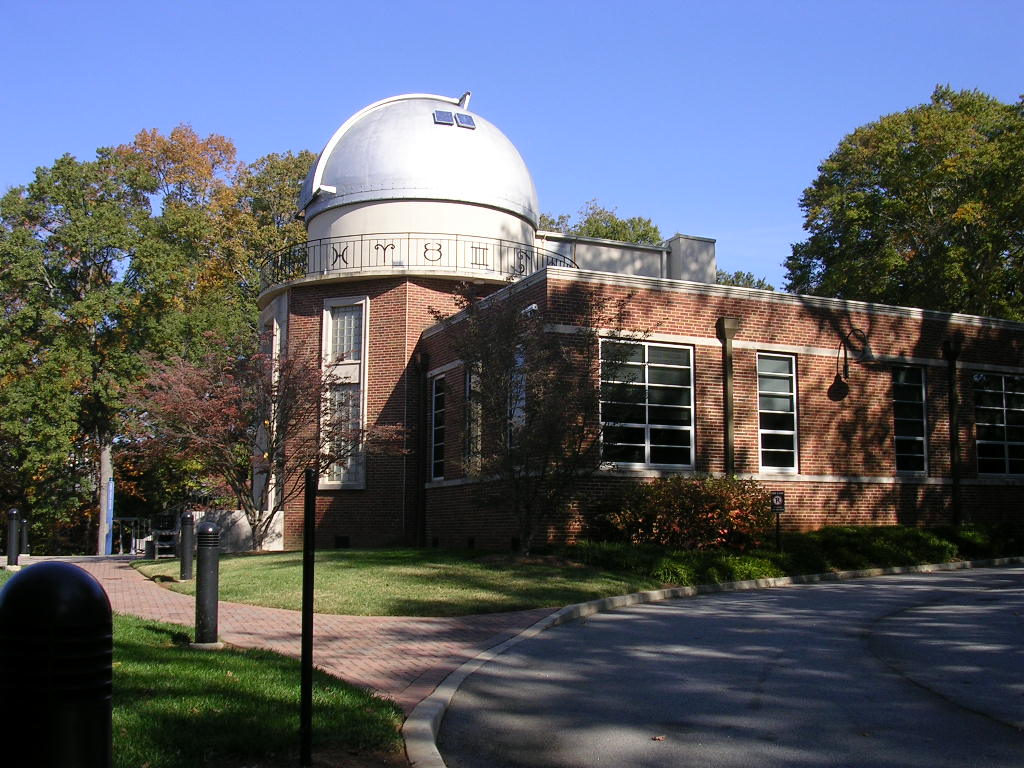
L'observatoire de Bradley

Agnes Scott College est une université privée féminine d'arts, lettres, et sciences humaines, créée en 1889, et ainsi nommée en hommage à Agnes Irvine Scott (1799-1877). Elle est située à Decatur, près d'Atlanta, dans le Sud des États-Unis. Agnes Scott est affiliée à l'église presbytérienne américaine. 
À l'automne 2015, l'université comptait 915 étudiantes et le rapport numérique entre étudiantes et enseignants était de 10 pour 1. L'université offre des diplômes dans trente-quatre matières principales et trente-et-une matières secondaires. Les étudiantes reçoivent un diplôme universitaire de lettres, le Bachelor of Arts.
La devise actuelle de l'université, adoptée en 2002, est la suivante : « Former les femmes à réfléchir profondément, à vivre avec honneur, et à affronter les défis intellectuels et sociaux de leur époque. »
En 2015, l'université a adopté un nouveau programme "SUMMIT" qui est censé préparer les étudiantes à devenir des citoyennes du monde.

## Histoire
En 1889, le pasteur presbytérien Frank H. Gaines fonde le Decatur Female Seminary. En 1890, il est renommé « Agnes Scott Institute » en l'honneur de la mère du bienfaiteur principal de l'université, le Col. George Washington Scott. En 1906, son nom est de nouveau changé en « Agnes Scott College ». 
Agnes Scott Hall, dit « Main Hall » (« bâtiment principal »), le bâtiment le plus ancien du campus, date de 1891. En 1994, le campus a été placé sur la liste du Registre national des lieux historiques.
Agnes Scott est considérée comme la première institution d'enseignement supérieure dans l'État de Géorgie à recevoir une accréditation régionale. Sa présidente actuelle est Elizabeth Kiss, la directrice fondatrice de l'institut de morale Kenan à l'université Duke.

## Vie étudiante
Les étudiantes d'Agnes Scott sont surnommées les « Scotties », d'après leur mascotte, un Scottish terrier nommé Irvine. Les couleurs de l'université sont le violet et le blanc. 
Chaque promotion se voit assigner la couleur rouge, jaune, bleue ou verte. Les étudiantes de la promotion votent ensuite pour une mascotte correspondant à leur couleur, dans le but d'établir un sens de fraternité et de reconnaissance entre elles, particulièrement  lors de la semaine dite « Black Cat » (« chat noir »). La Black Cat créé en 1915 avec l'intention de remplacer le bizutage entre étudiantes s'effectue chaque automne et consiste en diverses activités compétitives entre les promotions, dont le prix est un chat en peluche. 
Le code d'honneur de l'université est la base de la vie à Agnes Scott. Chaque année, les nouvelles étudiantes doivent signer le code d'honneur et réciter la promesse de préserver les hauts standards académiques et sociaux de l'institution. Ce code crée un tel lien de confiance entre les étudiantes et la faculté qu'il est possible de passer des examens à la date de son choix et sans supervision.
Agnes Scott compte sept équipes de sport NCAA Division III : le basket, le cross, le foot, le softball, la natation, le tennis, et le volley.

## Classements
Pour 2015, la publication financière Kiplinger a nommé Agnes Scott au 74e rang des meilleures universités privées des arts, lettres, et sciences humaines aux États-Unis.
Selon le U.S. News & World Report, Agnes Scott était placée 59e au palmarès américain 2010 des universités des arts, lettres, et sciences humaines. C'était le meilleur classement d'université féminine dans le sud-est. Dans ce même rapport, Agnes Scott a également remporté la 28e place au titre de Great School, Great Price (« bonne école, bon prix »).
Le Princeton Review de 2007, dans son palmarès des 361 meilleures universités classait l'université comme suit :
- 4e des « Plus beaux campus » ;
- 8e des « Résidences universitaires très confortables » ;
- 11e pour la « Diversité de la population étudiante » ;
- 13e de la catégorie « Étudiants satisfaits de l'aide financière fournie ».

## Événements notables
Agnes Scott eut la plus grande victoire inattendue de l'histoire du jeu télévisé College Bowl (en), quand elle a vaincu l'université de Princeton par 220 points contre 215, en mars 1966.
En mai 2005, la sénatrice new-yorkaise et ex-première dame Hillary Rodham Clinton lut le discours de fin d'année en l'honneur des jeunes diplômées d'Agnes Scott. Mme Clinton et la dramaturge Marsha Norman ont reçu les premiers diplômes honoraires donnés par l'université.
En 1995, environ 600 étudiantes étaient inscrites à Agnes Scott. À l'automne 2004, pour la première fois dans l'histoire de l'université, les inscriptions ont atteint le nombre de 1 000 étudiantes.
Le campus de l'université a servi de décor pour le tournage du film Scream 2, en 1997.

## Anciennes étudiantes notables
- Anna Irwin Young (1873-1920), professeure de mathématiques, de physique et d'astronomie
- Nathalie Anderson (1970), poète et auteure de Following Fred Astaire
- Mary Brown Bullock (1966), présidente émérite
- Ila Burdette (1981), la première femme à recevoir une Bourse Rhodes
- Dorothy Cave (1949), auteure et historienne
- Faith Yao Yu Chao (1961), fondatrice et directrice de l'Evergreen Educational Foundation
- Constance Curry (1955), militante des droits de l'homme et auteure du livre primé Silver Rights
- Laura Dorsey (1966) (non diplômée), auteure et fondatrice de Gardens for Peace, une organisation internationale qui nomine des jardins comme lieux de méditation et comme symboles de la paix.
- Daphne Faulkner (1983), militante politique et religieuse
- Mamie Lee Ratliff Finger (1939), présidente de la fondation qui soutient l'université pour femmes Ewha, la plus grande université féminine au monde, située à Séoul, en Corée du Sud.
- Karen Gearreald (1966), la première étudiante aveugle à Agnes Scott, qui a répondu à la question finale pour la victoire contre Princeton (voir Évènements notables)
- Sophie Haas Gimble (1912), styliste
- Katherine Harris (1979), femme politique
- Joanna Moore, actrice
- Gay McDougall (1947), avocate, elle est la première étudiante noire à Agnes Scott[7]. Elle est la première rapporteuse spéciale de l'ONU sur les questions relatives aux minorités.